# Deep house
Deep House, jazz house – jest podgatunkiem muzyki house powstałym z połączenia Chicago house z muzyką jazz-funk. Jest luźno definiowany przez następujące cechy, które odróżniają go od innych gatunków:
- Tempo zazwyczaj pomiędzy 120 a 130 bpm
- Dosyć prosta, lekka perkusja
- Lżejszy bas
- Korzystanie z wielotonowych akordów
- Częste korzystanie z efektów reverb, delay i filter
- W porównaniu z innymi odmianami gatunku częste jest użycie wokalu